# 金沢検車区
金沢検車区（かなざわけんしゃく）は、横浜市金沢区泥亀1丁目にある、京浜急行電鉄の車両基地である。
かつては工場（金沢工場）も存在したが、川崎工場と共に久里浜工場（現・京急ファインテック久里浜事業所）へ統廃合された。

## 概要
主な業務は、列車検査と月検査、車両清掃等である。
月検査は配置車両のうち、8両編成と4両編成の1000形の一部の検査を行っている。当検車区所属の6両編成の1500形と1000形、4両編成の1000形の一部は新町検車区で月検査を実施している。久里浜検車区は車両配置があるが、月検査を行っていないため、同検車区所属車両の月検査はすべて当検車区で実施している。

## 配置車両
2024年4月1日現在、256両が配置されている。
- 2100形：24両（8両×3編成）
- 1000形：196両（8両×6編成、6両×12編成、4両×19編成）
- 1500形：36両（6両×6編成）

この他、1500形デハ1706（2012年に発生した土砂崩れ列車脱線事故で廃車になった被災編成のうち、最も損傷が少なかった1両）が、脱線事故復旧訓練施設の訓練車として使用されている。

## 歴史
- 1999年（平成11年）7月31日：車庫線のうち1線が下り線（副本線）と併用になる。
- 2021年（令和3年）：京急1000形20・21次車（1890番台）に同社初の列車便所を設けた関係上、金沢検車区に汚物処理施設を設置[4]。

## 周辺
- 総合車両製作所 本社・横浜事業所
- 金沢八景駅
- 金沢文庫駅
- イオン金沢八景店